# جي بي آف
جي بي آف (بالإنجليزية: .G.B.F)‏ هو فيلم كوميدي تم إنتاجه في الولايات المتحدة وصدر في سنة 2013. من بطولة اندريا بوين ومولي تارلوف وايفانا لينش وجوجو. يركز الفيلم حوال الطالبان المثليان تانر وبرنت. عندما يعلن تانر عن مثليته يتم اختياره من قبل مجموعة من الفتيات الرائعات ويبدأ في تجاوز برنت الذي لا يزال ذو شعبية.

## الميزانية والإيرادات
بلغت تكلفة إنتاج الفيلم حوالي 3.2 مليون دولار.

## وصلات خارجية
- جي بي آف على موقع IMDb (الإنجليزية)
- جي بي آف على موقع ميتاكريتيك (الإنجليزية)
- جي بي آف على موقع روتن توميتوز (الإنجليزية)
- جي بي آف على موقع نتفليكس (الإنجليزية)
- جي بي آف على موقع ألو سيني (الفرنسية)
- جي بي آف على موقع Turner Classic Movies (الإنجليزية)
- جي بي آف على موقع أول موفي (الإنجليزية)
- جي بي آف على موقع بوكس أوفيس موجو (الإنجليزية)
- جي بي آف على موقع فيلمافينيتي (الإسبانية)
- جي بي آف على موقع قاعدة بيانات الفيلم (الإنجليزية)